# 1659

## أحداث
- تأسيس مدينة جيمس تاون وتقع حاليا في سانت هيلانة وأسينشين وتريستان دا كونا.
- تأسيس مدينة سانت لويس وتقع حاليا في السنغال.
- نهاية الحرب الفرنسية الإسبانية في 1659 والتي بدأت في 1635.
- محمد فنيش برفقة إبراهيم معنينو يدخل في مفاوضات مع هولاندا لصالح الزاوية الدلائية من أجل ضمان سلامة بحارها وتجارها.

## مواليد
- ياكوب روغيفين
- يوهان جيورج ألبيني الصغير

## وفيات
- أبل تاسمان
- أبو حسون السملالي، أمير بلاد السوس.
- قيصر أباكزي، فيلسوف مجري.
- هانز خودريس.